# FK Dainava Alytus
FK Dainava Alytus war ein litauischer Fußballverein aus Alytus, der von 2011 bis 2014 in der A Lyga spielte.

## Geschichte
Der Verein wurde 2003 unter dem Namen FK Alytus gegründet, ehe er im Dezember 2010 in FK Dainava Alytus umbenannt wurde, nachdem er sich mit dem FK Vidzgiris Alytus zusammengeschlossen hatte.
In der Saison 2011 erworb man erfolgreich die Lizenz für die A Lyga, die höchste Spielklasse in Litauen, nachdem die beiden Vorgängervereine die 1 Lyga 2010 auf den Plätzen zwei und drei beendete. Nach einem achten Platz spielt man auch 2012 erstklassig.

## Erfolge
- Aufstieg in die A Lyga: 2011

## Saisons (2011–2014)
| Saisons | Div. | Līga   | Platz | web   |
| ------- | ---- | ------ | ----- | ----- |
| 2011    | 1.   | A lyga | 8.    | [ 3 ] |
| 2012.   | 1.   | A lyga | 7.    | [ 4 ] |
| 2013.   | 1.   | A lyga | 8.    | [ 5 ] |
| 2014.   | 1.   | A lyga | 10.   | [ 6 ] |